# Ned McWherter

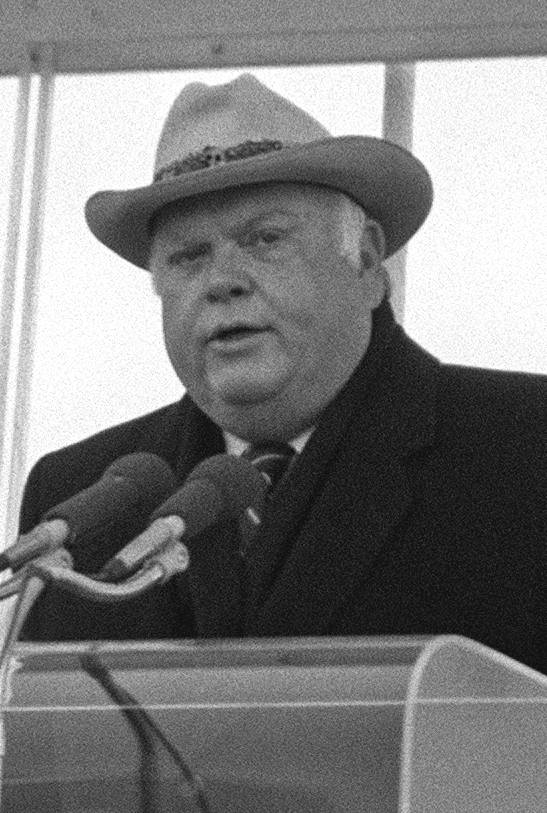
Ned McWherter (1988)

Ned Ray McWherter (* 15. Oktober 1930 in Palmersville, Weakley County, Tennessee; † 4. April 2011 in Nashville, Tennessee) war ein US-amerikanischer Politiker (Demokratische Partei) und von 1987 bis 1995 Gouverneur des Bundesstaates Tennessee.

## Frühe Jahre und politischer Aufstieg
Der junge Ned McWherter wuchs während der Depression der 1930er Jahre auf einer Farm in Dresden, Tennessee, auf, wo er öffentliche Schulen besuchte. Im Jahr 1948 wurde er Mitglied der Nationalgarde. Bis zu seinem Ausscheiden im Jahr 1969 hatte er es bis zum Captain gebracht. 1968 wurde er als Vertreter des Weakley County in das Repräsentantenhaus von Tennessee gewählt. Dort erwarb er sich durch sein Verhalten und seine Integrität sehr schnell einen guten Ruf. Schon 1973 wurde er Parlamentspräsident (Speaker). Dieses Amt übte er ununterbrochen bis 1987 aus. Dies ist die längste zusammenhängende Amtszeit eines Speakers in Tennessee überhaupt. In dieser Eigenschaft sorgte er dafür, dass bei der Besetzung von Ämtern im Parlament auch Minderheiten berücksichtigt wurden. Er ernannte den ersten Afroamerikaner zum Vorsitzenden eines Ausschusses und sorgte dafür, dass Frauen im Parlament in Führungsämter aufstiegen. Alle Sitzungen wurden öffentlich und auch die Unterlagen wurden der Öffentlichkeit zugänglich gemacht. In den 1980er Jahren unterstützte er Gouverneur Lamar Alexander bei dessen Bildungs- und Justizreformen sowie beim Ausbau des Straßennetzes.

## Gouverneur von Tennessee
Im Jahr 1986 wurde McWherter von seiner Partei als Kandidat für das Amt des Gouverneurs aufgestellt. Bei der Wahl gelang es ihm, den Ex-Gouverneur Winfield Dunn zu schlagen. Vier Jahre später schaffte er die Wiederwahl, was ihm insgesamt acht Regierungsjahre einbrachte. In dieser Zeit sorgte er für einen ausgeglichenen Haushalt, was sogar auf nationaler Ebene mehrfach gewürdigt wurde. Er baute unnötige Bürokratie ab und förderte den weiteren Ausbau des Bildungssystems. Seine Reform des Gesundheitswesens wurde ein großer Erfolg und in der Folge von einigen anderen Bundesstaaten übernommen.

## Weiterer Lebensweg
Nach dem Ausscheiden aus seinem Amt 1995 war er zeitweise Berater von Präsident Bill Clinton. Dieser berief ihn 1995 in den Aufsichtsrat des United States Postal Service, in dem McWherter bis zu seinem Lebensende verblieb. Die Lambuth University, als deren Kurator er fungierte, benannte einen Förderpreis nach ihm.
Sein Sohn Mike war im Jahr 2010 demokratischer Kandidat für das Gouverneursamt in Tennessee, unterlag aber dem Republikaner Bill Haslam.